# Condado de Sheridan (Wyoming)
El condado de Sheridan (en inglés: Sheridan County) fundado en 1888 es un condado en el estado estadounidense de Wyoming. En el 2000 el condado tenía una población de 26.560 habitantes en una densidad poblacional de 4 personas por km². La sede del condado es Sheridan.

## Geografía
Según la Oficina del Censo, el condado tiene un área total de 6545 km² (2527,0 mi²), de la cual 6532 km² (2522,0 mi²) es tierra y 10 km² (3,9 mi²) (0.15%) es agua.

### Condados adyacentes
- Condado de Big Horn (Montana) - norte
- Condado de Powder River - noreste
- Condado de Campbell - este
- Condado de Johnson - sur
- Condado de Big Horn - oeste

### Carreteras
- Interestatal 90
- U.S. Highway 14
- U.S. Highway 16
- U.S. Highway 87
- Wyoming Highway 193

## Demografía
En el 2000 la renta per cápita promedia del condado era de $$34,538, y el ingreso promedio para una familia era de $42,669. En 2000 los hombres tenían un ingreso per cápita de $31,381 versus $20,354 para las mujeres. El ingreso per cápita para el condado era de $19,407. Alrededor del 10.70% de la población estaba bajo el umbral de pobreza nacional.

## Comunidades

### Ciudades y pueblos
- Sheridan
- Clearmont
- Dayton
- Ranchester

### Lugares designados por el censo
- Arvada
- Big Horn
- Parkman
- Story

### Otras comunidades
- Banner
- Leiter
- Wolf
- Wyarno